# Улица Гайдара (Самара)
У́лица Арка́дия Гайда́ра находится в Красноглинском районе, поселок Управленческий. Начинается от улицы Сергея Лазо и заканчивается Красноглинским шоссе.

## История
Краевед Андрей Артёмов считает, что на карте города эта улица появилась в конце 1950-х годов.
4 июля 1968 года улица получила имя в честь писателя Аркадия Петровича Гайдара.

## Здания и сооружения
Чётная сторона
Жилые 4-этажные дома построены в 1960—1961 годах; материал — кирпич, железобетонные перекрытия. Подключены к центральному газоснабжению.
Нечётная сторона
- № 5 — Отдел судебных приставов[3]
- № 8 — Абонентский отдел водоснабжения и канализации Красноглинского района
- № 9 — школа № 161. Открыта в 1961 году. Ранее, в 1941-42 годах, на этом месте размещалось парашютно-десантное училище[4].
- № 21 — Красноглинский районный суд

## Транспорт
Общественный транспорт по ул. Гайдара не ходит, ближайшая автобусная остановка на ул. Сергея Лазо. 